# Emergency Conditions
Emergency Conditions (engl. Notfallzustände), auch mit EMERGCON abgekürzt, bezeichnet einen notfallartigen Alarmzustand der Streitkräfte der Vereinigten Staaten als Reaktion auf einen Luftangriff mit Interkontinentalraketen.
Während eines EMERGCON werden alle Streitkräfte in DEFCON 1 versetzt.

## Die zwei EMERGCON-Stufen
- Defense Emergency: Ein größerer feindlicher Angriff auf die Vereinigten Staaten und/oder verbündete Streitkräfte in Übersee und/oder eine offene Aktion gegen die Vereinigten Staaten. Dies muss von einem Unified Commander oder einer höheren Autorität bestätigt werden.

- Air Defense Emergency: Ein größerer feindlicher Angriff durch Flugzeuge oder Raketen scheint wahrscheinlich, steht unmittelbar bevor oder findet auf dem Festland der Vereinigten Staaten, Kanadas oder Grönlands statt. Diese Erklärung wird vom Kommandanten des North American Aerospace Defense Command (NORAD) abgegeben.